# Seewalchen am Attersee
Seewalchen am Attersee là một đô thị thuộc huyện Vöcklabruck thuộc bang Oberösterreich, Áo. Đô thị Seewalchen am Attersee có diện tích 24 km², dân số thời điểm năm 2019 là 5635 người.